# BRIT Award alla miglior artista solista femminile britannica

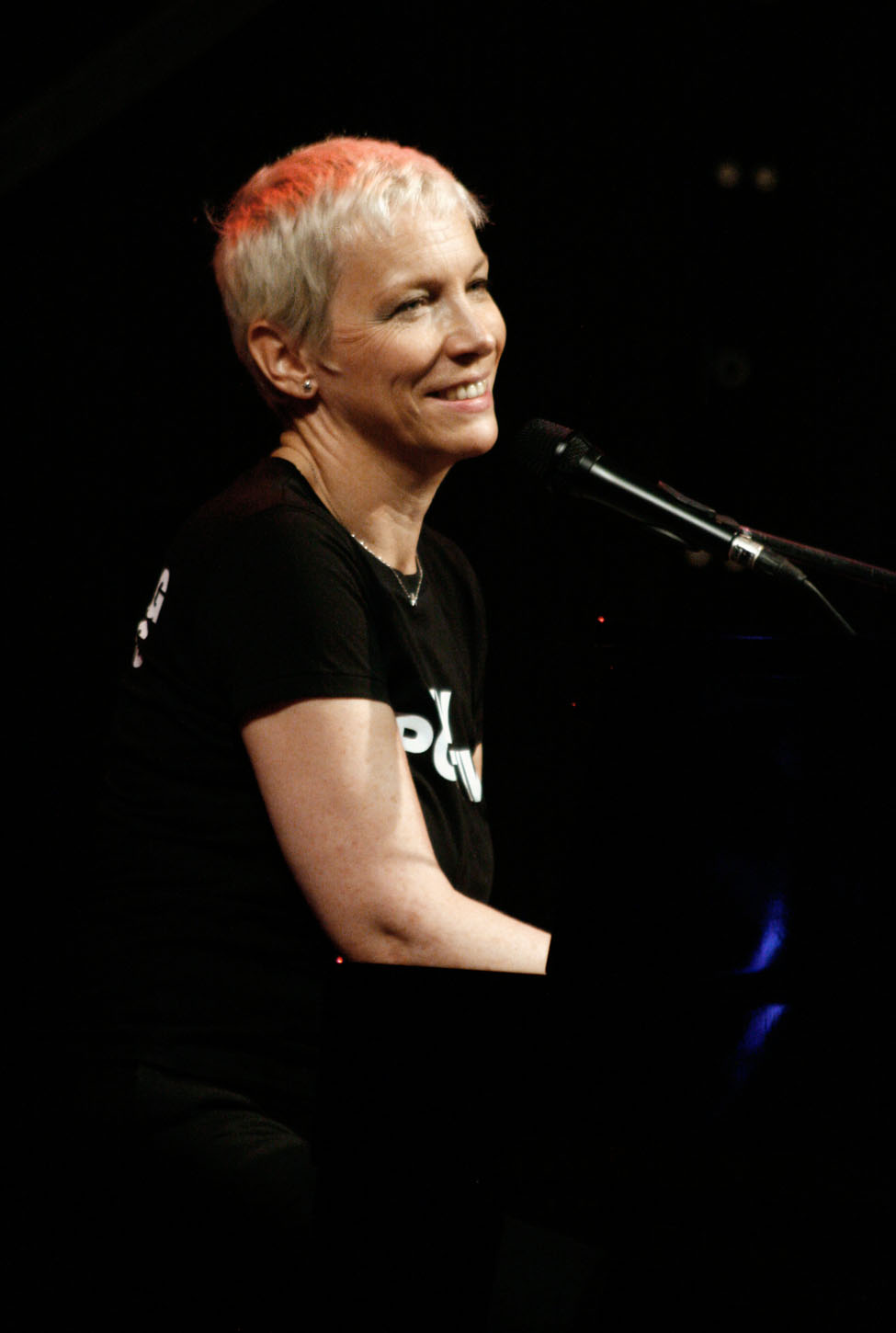
Annie Lennox ha vinto 6 volte ed è l'artista che ha avuto più candidature e più premi.

Il BRIT Award alla migliore artista solista femminile britannica (in inglese: BRIT Award for British Female Solo Artist) era un premio assegnato dalla British Phonographic Industry (BPI), un'organizzazione che rappresenta case discografiche e artisti nel Regno Unito. Il riconoscimento viene presentato ai BRIT Awards, una celebrazione annuale della musica britannica e internazionale.
I vincitori e i nominati sono determinati dall'accademia di voto Brit Awards con oltre mille membri, che comprendono etichette discografiche, editori, manager, agenti, media e precedenti vincitori e candidati.
Il premio è stato presentato per la prima volta nel 1977 come artista solista femminile britannica. Nel 2022 le categorie femminile e maschile sono state dismesse per la creazione del premio "Artista britannico dell'anno".

## Vincitori e candidati

### Anni 1970

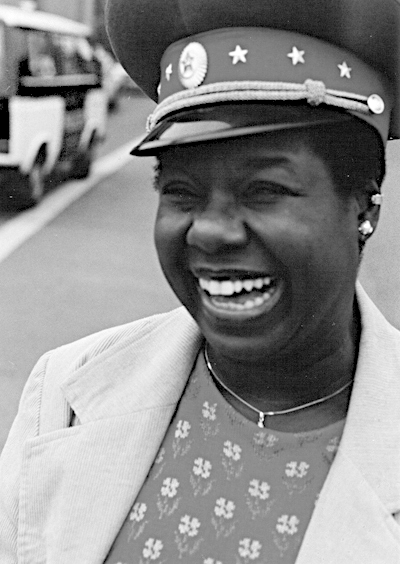
Nel 1982 è stata eccezionalmente premiata un'artista statunitense, Randy Crawford.

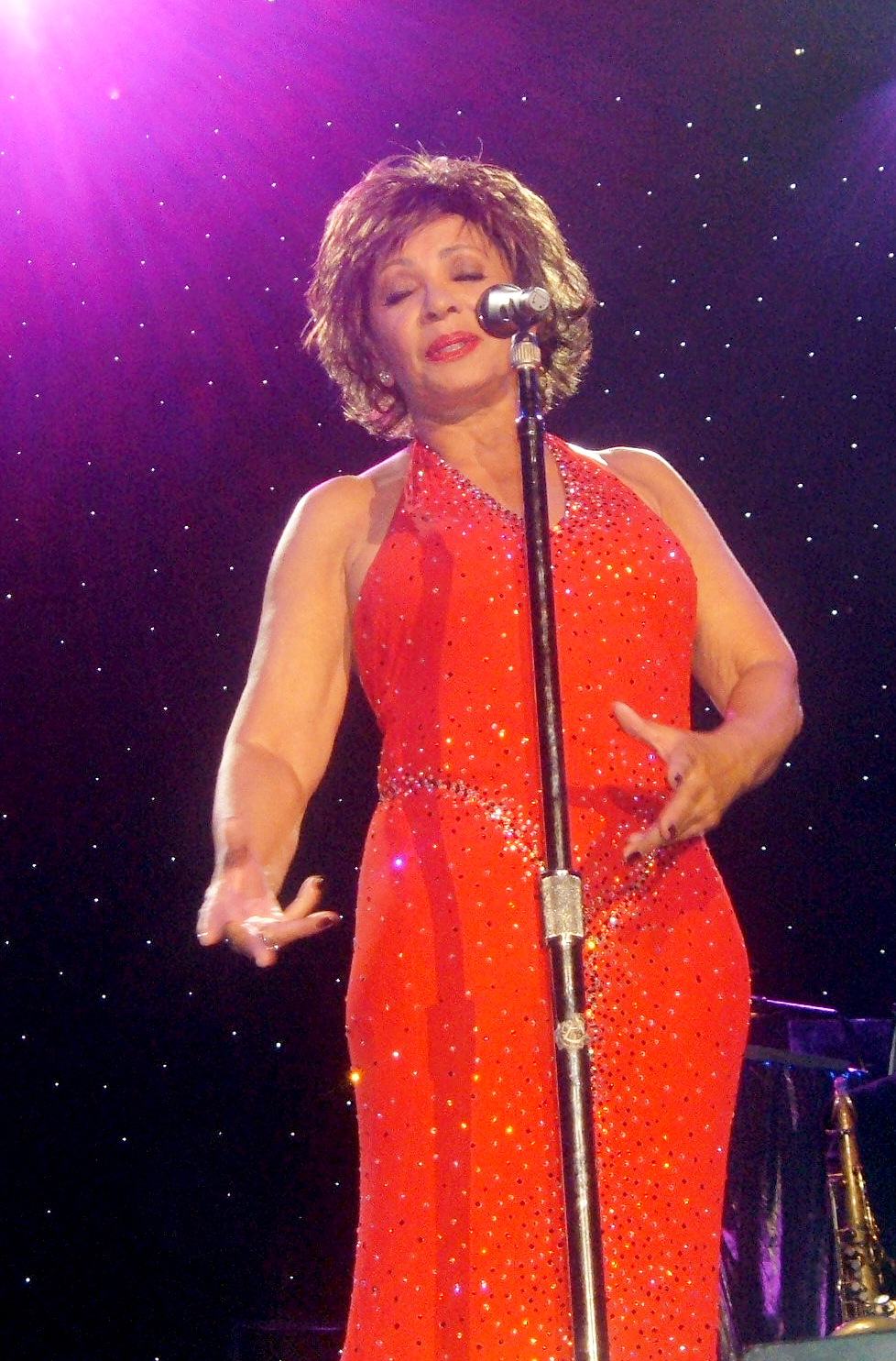
Shirley Bassey fu la prima vincitrice del premio nel 1977

- Shirley Bassey fu la prima vincitrice del premio nel 19771977
  - Shirley Bassey
  - Cleo Laine
  - Dusty Springfield
  - Petula Clark
- 1982
  - Randy Crawford
  - Sheena Easton
  - Toyah Willcox
- 1983
  - Kim Wilde
  - Mari Wilson
  - Sheena Easton
  - Toyah Willcox

### Anni 1980

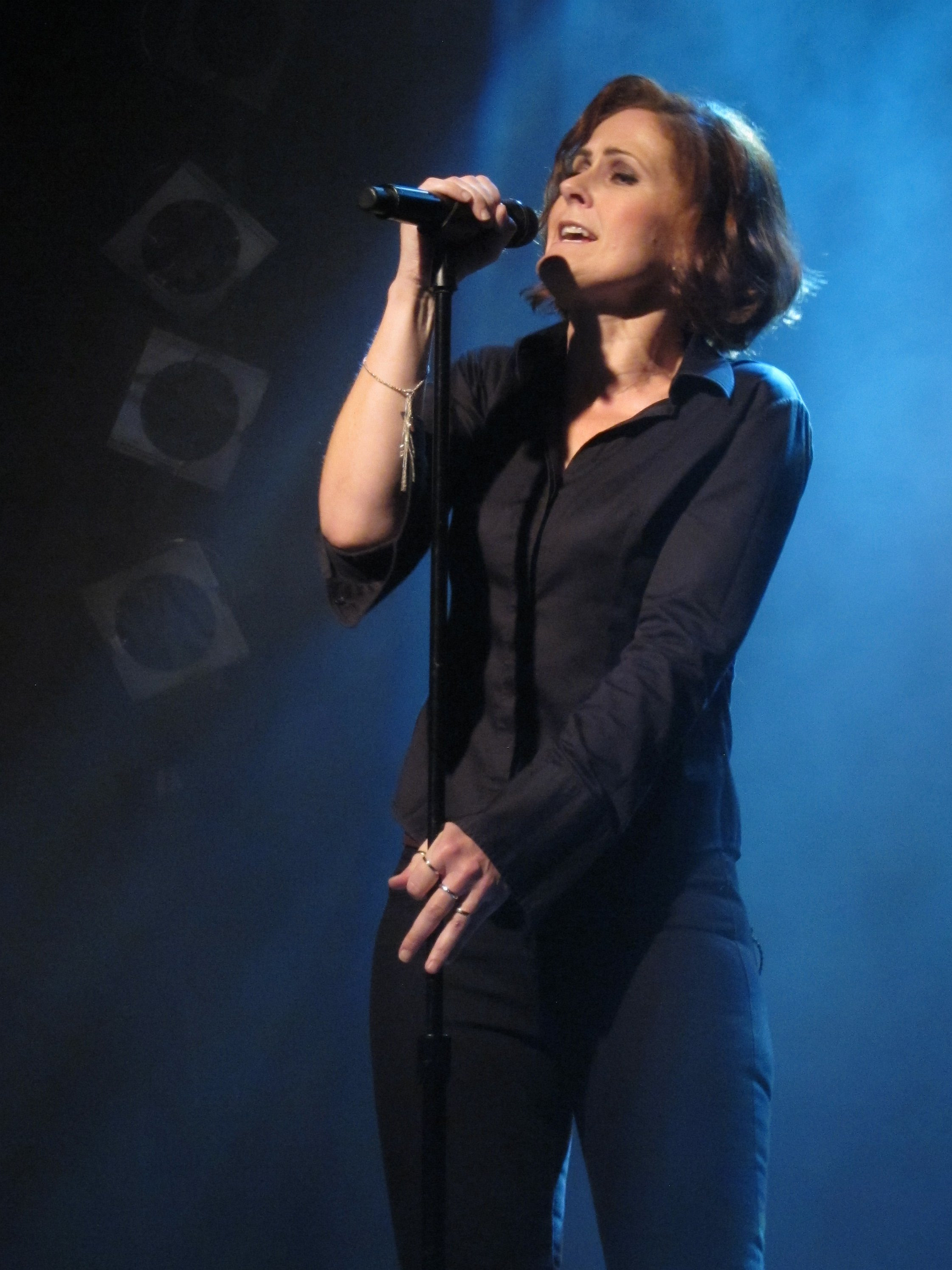
Alison Moyet, vincitrice nel 1985 e nel 1988.

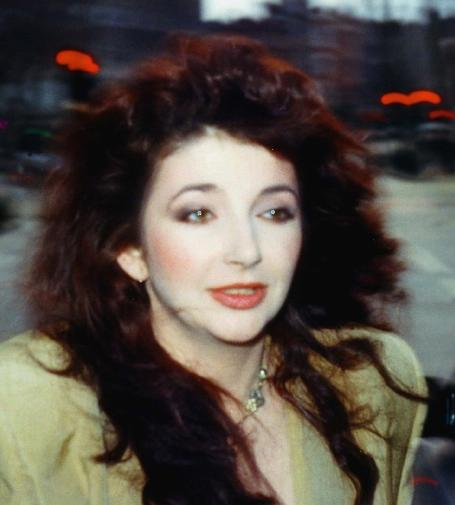
Kate Bush vincitrice nel 1987 e candidata un totale di 8 volte.

- 1984
  - Annie Lennox
  - Alison Moyet
  - Bonnie Tyler
  - Toyah Willcox
  - Tracey Ullman
- 1985
  - Alison Moyet
  - Annie Lennox
  - Kim Wilde
  - Sade Adu
  - Tracey Ullman
- 1986
  - Annie Lennox
  - Alison Moyet
  - Kate Bush
  - Sade Adu
  - Bonnie Tyler
- 1987
  - Kate Bush
  - Jaki Graham
  - Joan Armatrading
  - Kim Wilde
  - Sade Adu
- 1988
  - Alison Moyet
  - Kate Bush
  - Kim Wilde
  - Samantha Fox
  - Sinitta
- 1989
  - Annie Lennox
  - Mica Paris
  - Sade Adu
  - Tanita Tikaram
  - Yazz

### Anni 1990

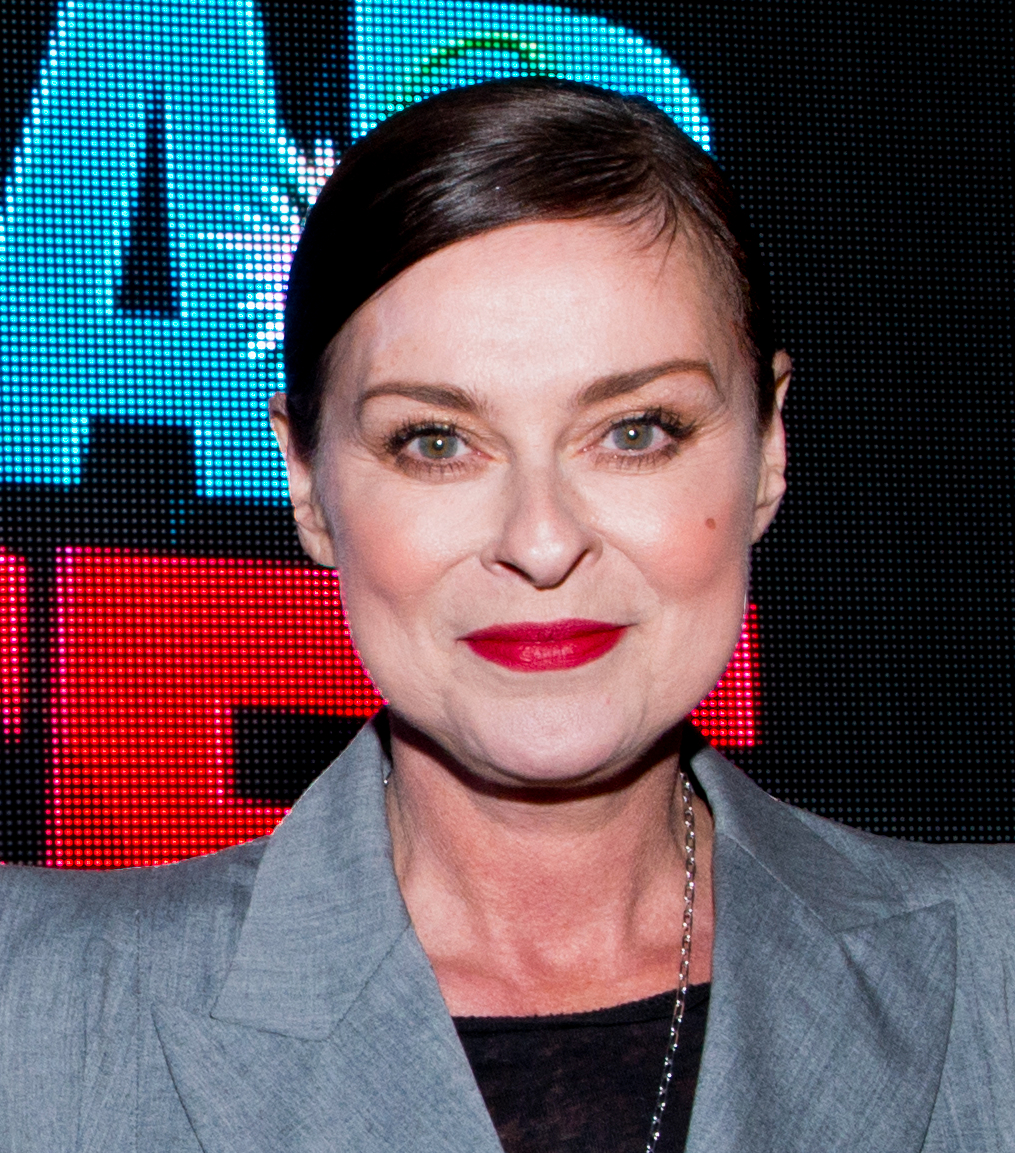
Lisa Stansfield, vincitrice nel 1991 e nel 1992.

- 1990
  - Annie Lennox
  - Kate Bush
  - Lisa Stansfield
  - Mica Paris
  - Yazz
- 1991
  - Lisa Stansfield
  - Betty Boo
  - Caron Wheeler
  - Dusty Springfield
  - Elizabeth Fraser
- 1992
  - Lisa Stansfield
  - Annie Lennox
  - Beverley Craven
  - Cathy Dennis
  - Zoë
- 1993
  - Annie Lennox
  - Kate Bush
  - Lisa Stansfield
  - Siobhan Fahey
  - Tasmin Archer
- 1994
  - Dina Carroll
  - Beverley Craven
  - Gabrielle
  - PJ Harvey
  - Shara Nelson
- 1995
  - Eddi Reader
  - Des'ree
  - Kate Bush
  - Lisa Stansfield
  - Michelle Gayle
- 1996
  - Annie Lennox
  - Joan Armatrading
  - PJ Harvey
  - Shara Nelson
  - Vanessa-Mae
- 1997
  - Gabrielle
  - Dina Carroll
  - Donna Lewis
  - Eddi Reader
  - Louise Redknapp
- 1998
  - Shola Ama
  - Beth Orton
  - Lisa Stansfield
  - Louise Redknapp
  - Michelle Gayle
- 1999
  - Des'ree
  - Billie Myers
  - Billie Piper
  - Hinda Hicks
  - PJ Harvey

### Anni 2000

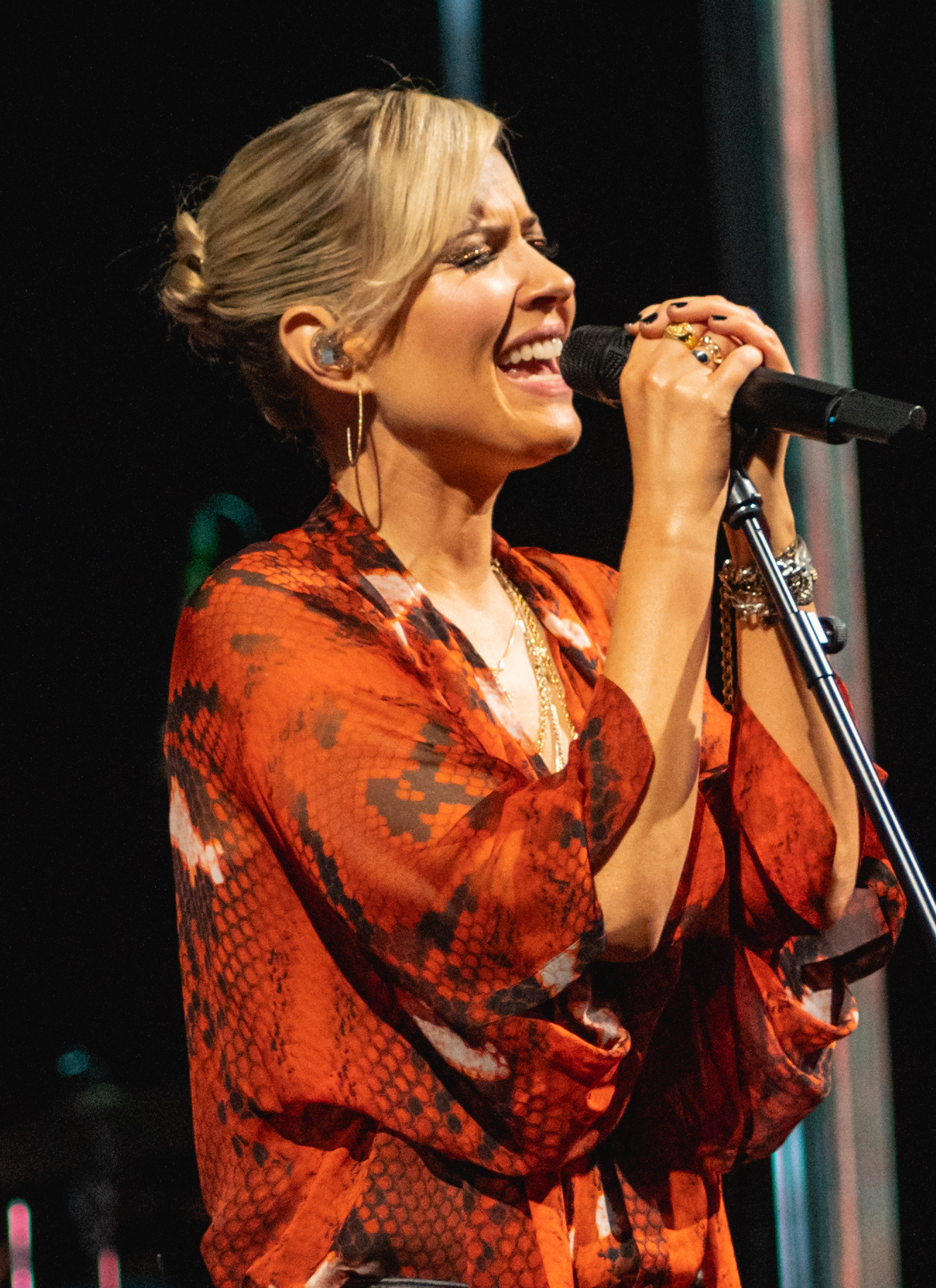
Dido, vincitrice nel 2002 e nel 2004.

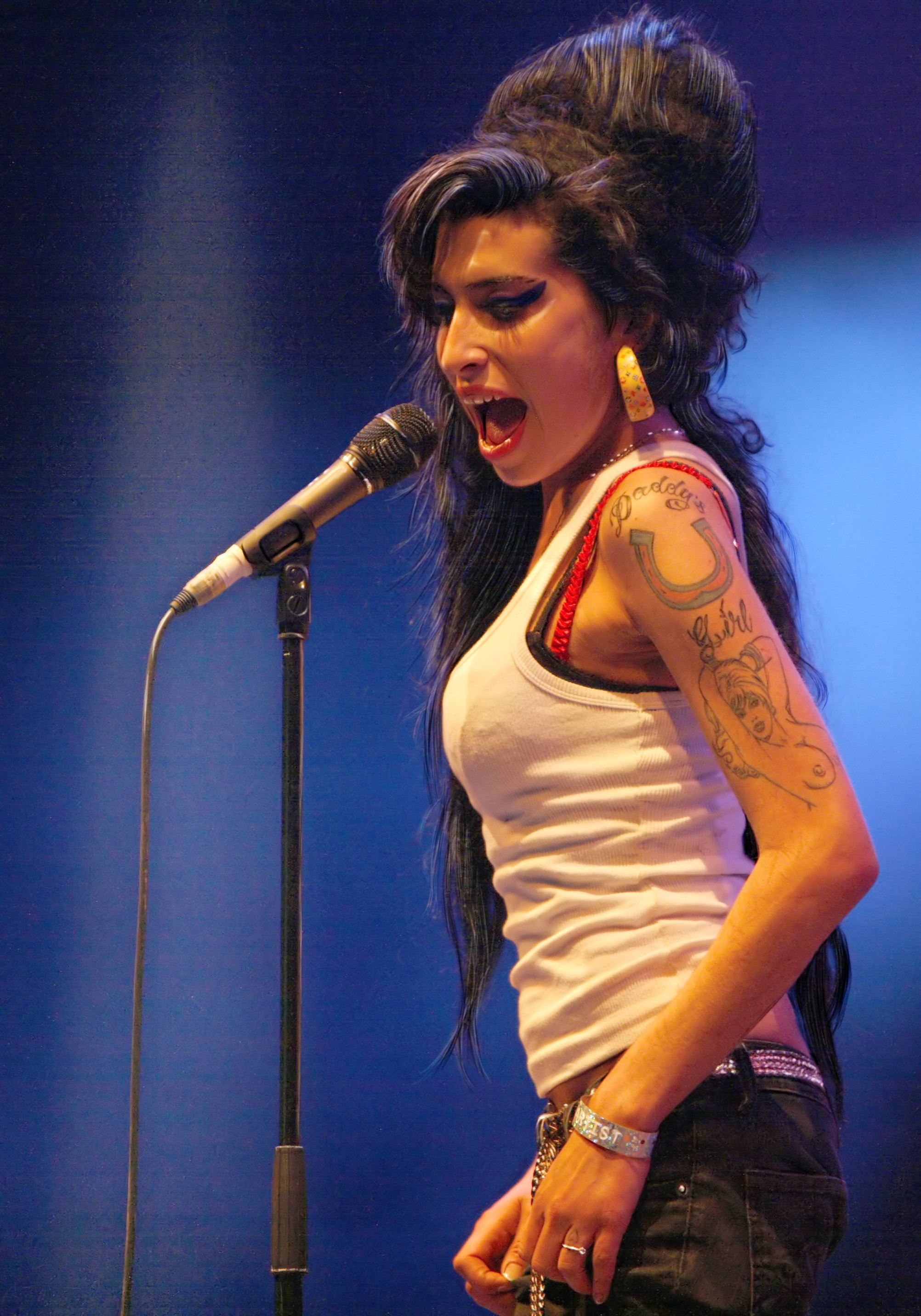
La vincitrice del 2007 Amy Winehouse

- 2000
  - Beth Orton
  - Beverley Knight
  - Gabrielle
  - Geri Halliwell
  - Melanie C
- 2001
  - Sonique
  - Dido
  - Jamelia
  - PJ Harvey
  - Sade Adu
- 2002
  - Dido
  - Geri Halliwell
  - PJ Harvey
  - Sade Adu
  - Sophie Ellis-Bextor
- 2003
  - Ms. Dynamite
  - Alison Moyet
  - Beth Orton
  - Beverley Knight
  - Sophie Ellis-Bextor
- 2004
  - Dido
  - Amy Winehouse
  - Annie Lennox
  - Jamelia
  - Sophie Ellis-Bextor
- 2005
  - Joss Stone
  - Amy Winehouse
  - Jamelia
  - Natasha Bedingfield
  - PJ Harvey
- |2006
  - KT Tunstall
  - Charlotte Church
  - Kate Bush
  - Katie Melua
  - Natasha Bedingfield
- 2007
  - Amy Winehouse
  - Corinne Bailey Rae
  - Jamelia
  - Lily Allen
  - Nerina Pallot
- 2008
  - Kate Nash
  - Bat for Lashes
  - KT Tunstall
  - Leona Lewis
  - PJ Harvey
- 2009
  - Duffy
  - Adele
  - Beth Rowley
  - Estelle
  - M.I.A.

### Anni 2010

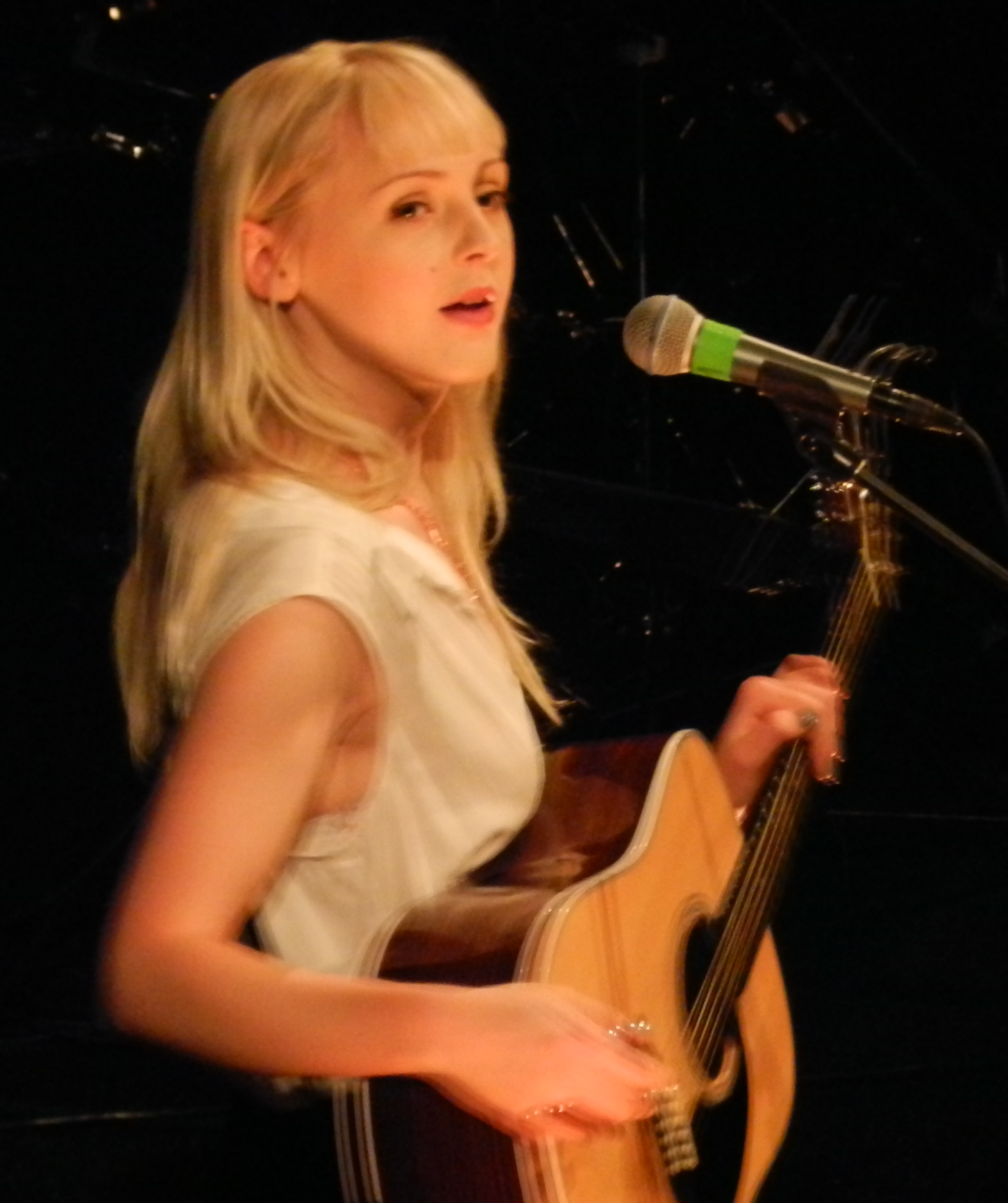
La vincitrice del 2011, Laura Marling, è uno delle tre artiste folk a ricevere il premio

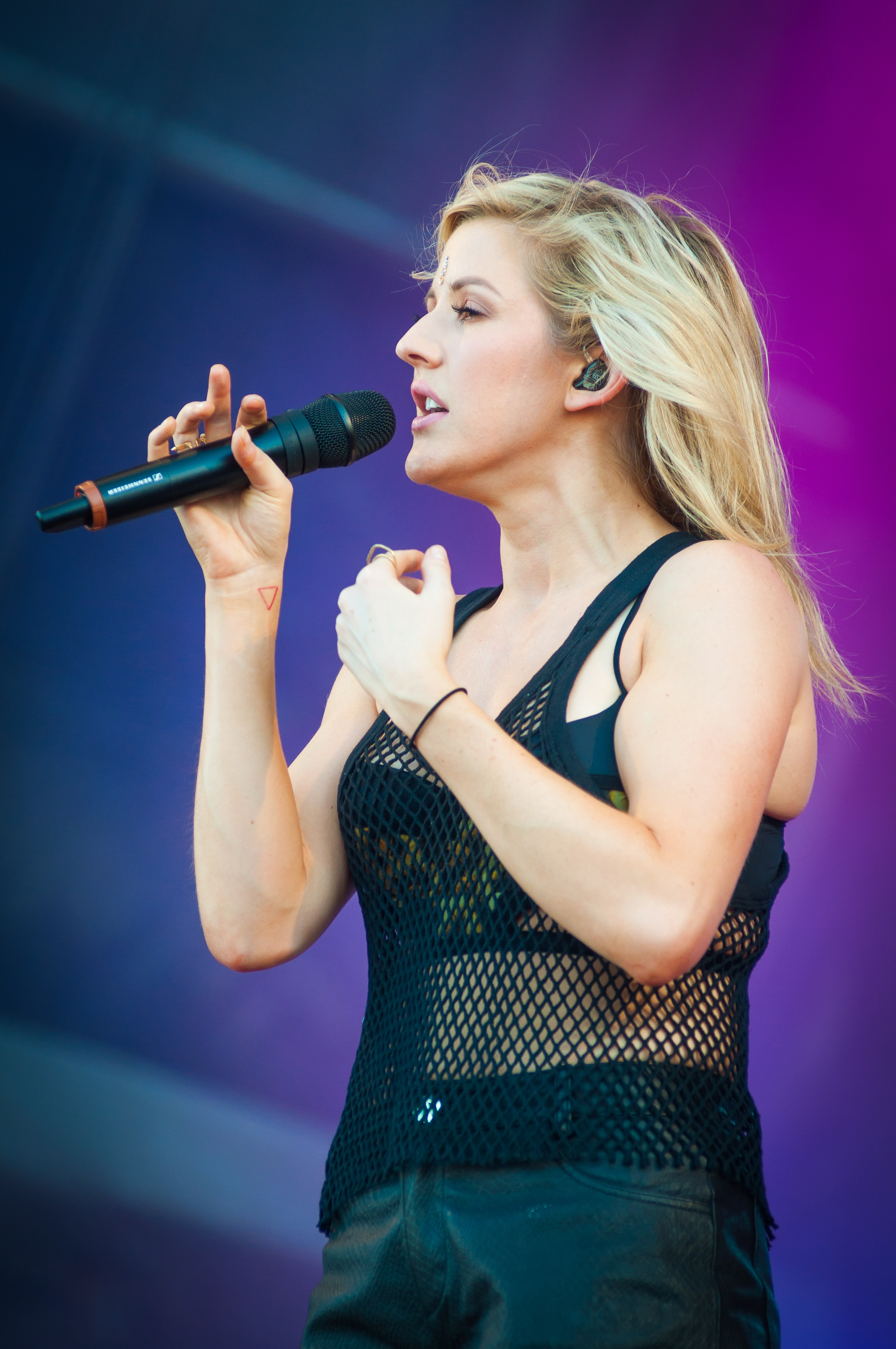
Ellie Goulding vincitrice del 2014.

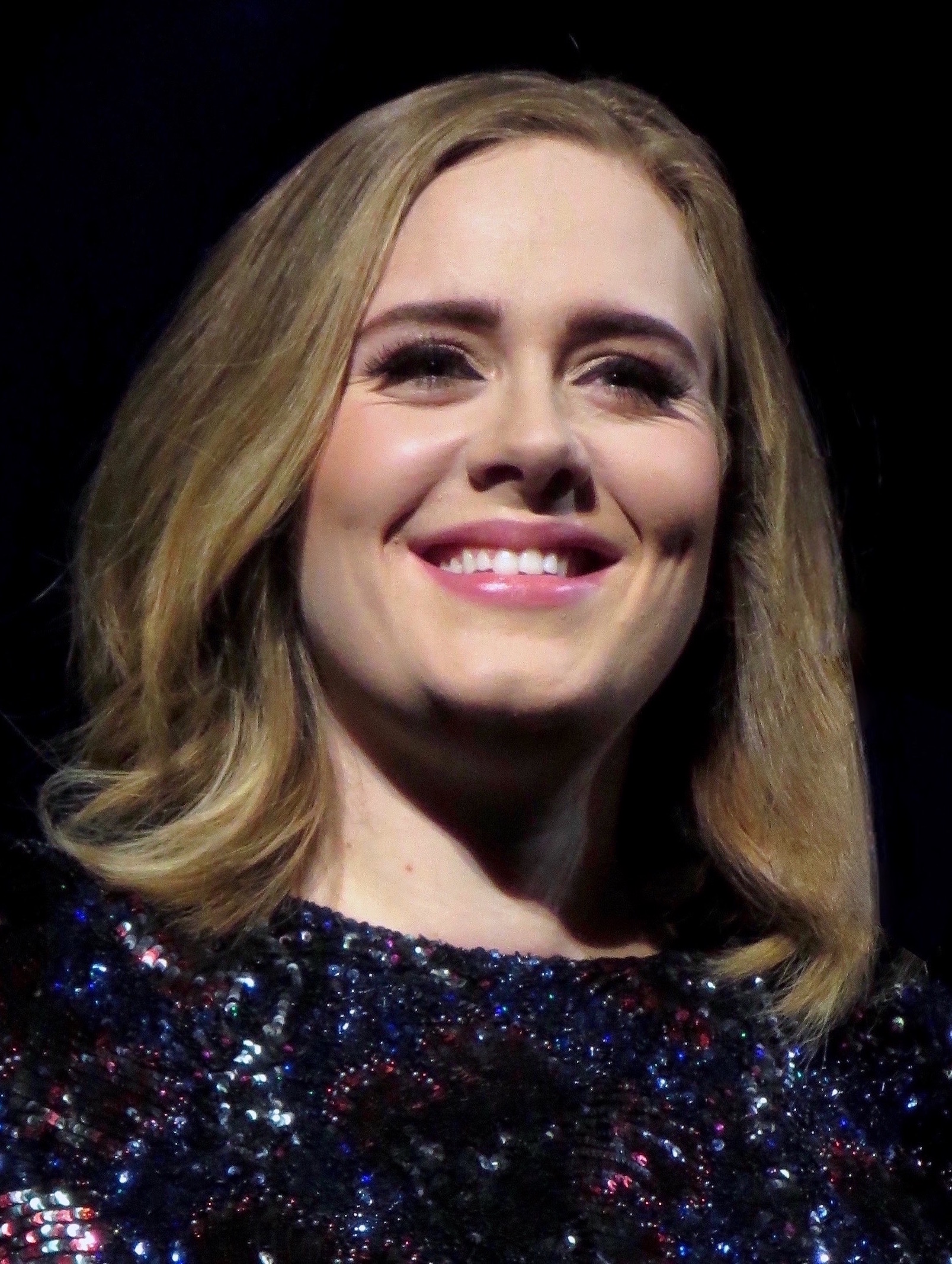
Adele, vincitrice nel 2012 e nel 2016.

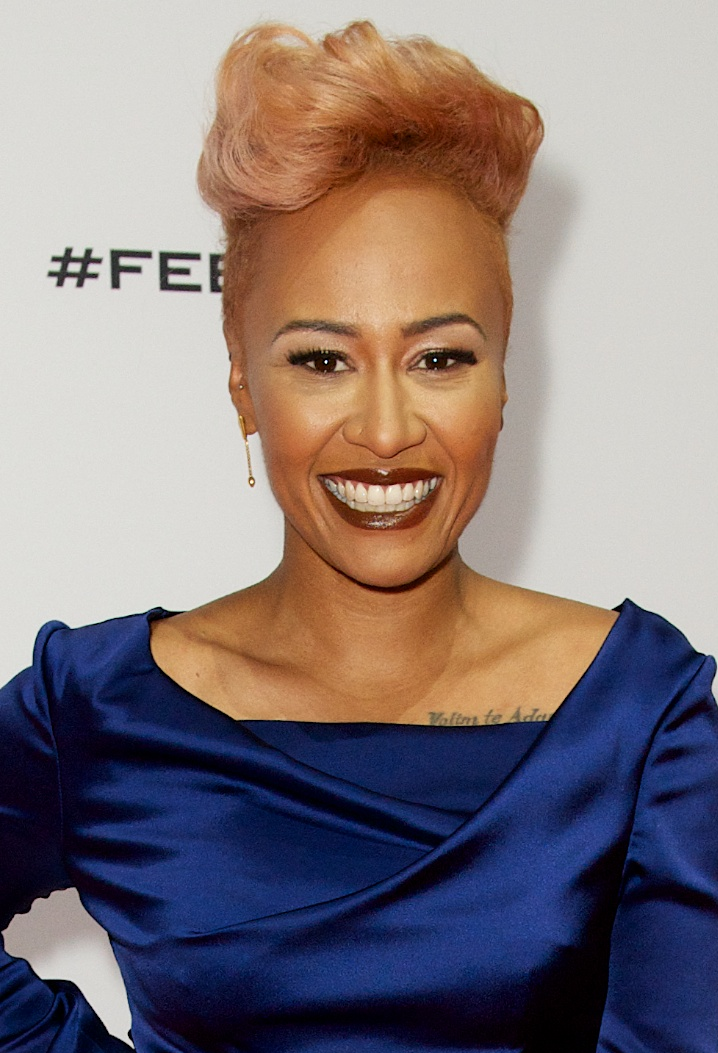
Emeli Sandé, vincitrice nel 2013 e nel 2017.

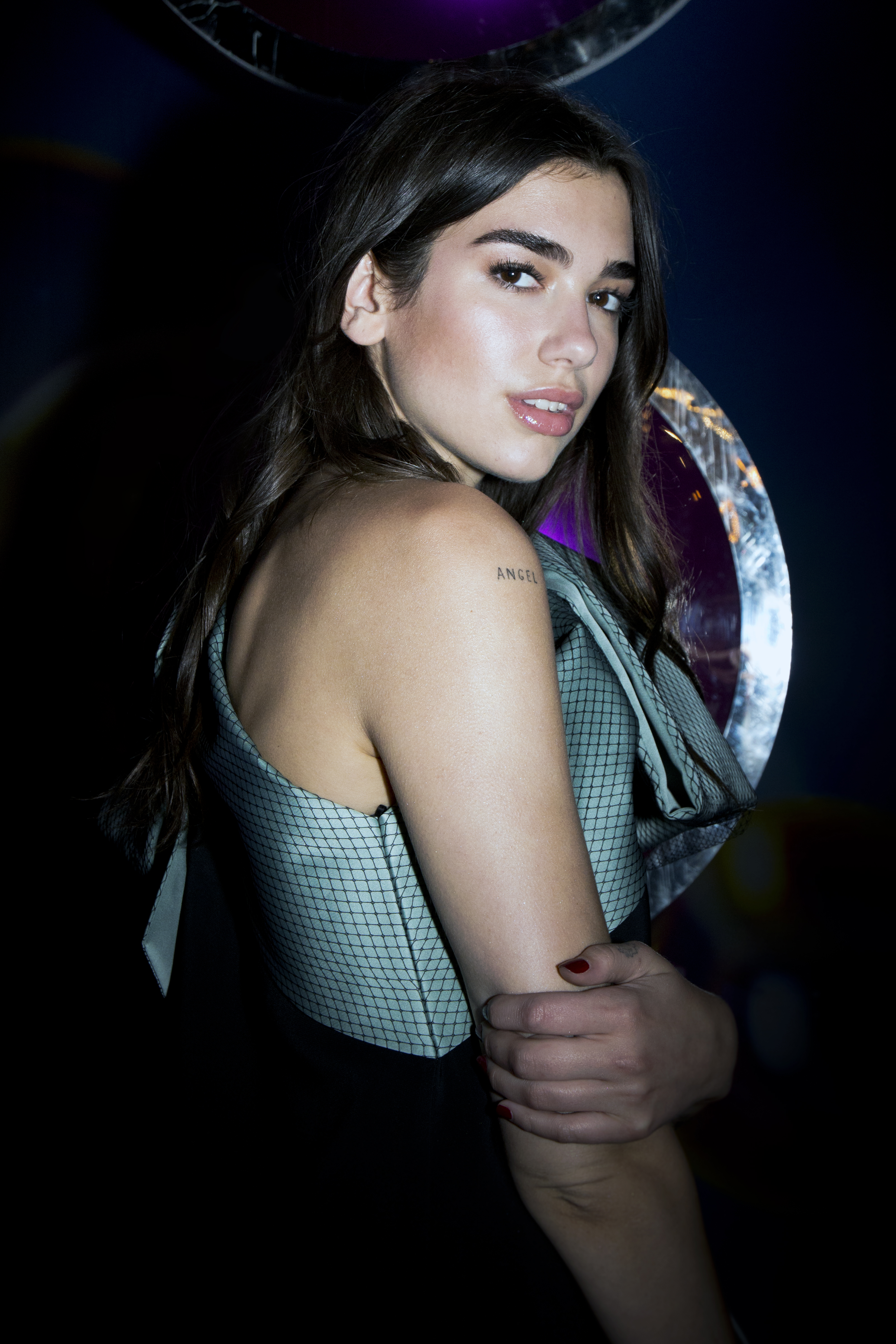
La vincitrice del 2018 e del 2021, Dua Lipa

- 2010
  - Lily Allen
  - Bat for Lashes
  - Florence and the Machine
  - Leona Lewis
  - Pixie Lott
- 2011
  - Laura Marling
  - Cheryl
  - Ellie Goulding
  - Paloma Faith
  - Rumer
- 2012
  - Adele
  - Florence and the Machine
  - Jessie J
  - Kate Bush
  - Laura Marling
- 2013
  - Emeli Sandé
  - Amy Winehouse
  - Bat for Lashes
  - Jessie Ware
  - Paloma Faith
- 2014
  - Ellie Goulding
  - Birdy
  - Jessie J
  - Laura Marling
  - Laura Mvula
- 2015
  - Paloma Faith
  - Ella Henderson
  - FKA twigs
  - Jessie Ware
  - Lily Allen
- 2016
  - Adele
  - Amy Winehouse
  - Florence and the Machine
  - Jess Glynne
  - Laura Marling
- 2017
  - Emeli Sandé
  - Anohni
  - Ellie Goulding
  - Lianne La Havas
  - Nao
- 2018
  - Dua Lipa
  - Jessie Ware
  - Kate Tempest
  - Laura Marling
  - Paloma Faith
- 2019
  - Jorja Smith
  - Anne-Marie
  - Florence + The Machine
  - Jess Glynne
  - Lily Allen

### Anni 2020
- 2020
  - Mabel
  - Charli XCX
  - Mahalia
  - Freya Ridings
  - FKA twigs
- 2021
  - Dua Lipa
  - Celeste
  - Lianne La Havas
  - Arlo Parks
  - Jessie Ware

## Candidature e premi multipli
Questo premio è stato vinto da Annie Lennox un record di 6 volte e ha ricevuto un record di 9 candidature. 
| Candidature | Artista                  |
| ----------- | ------------------------ |
| 9           | Annie Lennox             |
| 8           | Kate Bush                |
| 7           | PJ Harvey                |
| 6           | Lisa Stansfield          |
| 6           | Sade                     |
| 5           | Alison Moyet             |
| 5           | Amy Winehouse            |
| 5           | Laura Marling            |
| 4           | Florence and the Machine |
| 4           | Jamelia                  |
| 4           | Kim Wilde                |
| 4           | Lily Allen               |
| 4           | Paloma Faith             |
| 3           | Adele                    |
| 3           | Bat for Lashes           |
| 3           | Beth Orton               |
| 3           | Dido                     |
| 3           | Ellie Goulding           |
| 3           | Gabrielle                |
| 3           | Jessie Ware              |
| 3           | Sophie Ellis-Bextor      |
| 3           | Toyah Willcox            |

| Premi | Artista         |
| ----- | --------------- |
| 6     | Annie Lennox    |
| 2     | Adele           |
| 2     | Alison Moyet    |
| 2     | Dido            |
| 2     | Emeli Sandé     |
| 2     | Lisa Stansfield |
| 2     | Dua Lipa        |